# Brandon Tanev
Brandon Tanev (* 31. Dezember 1991 in Toronto, Ontario) ist ein kanadischer Eishockeyspieler, der seit Juli 2025 bei den Utah Mammoth aus der National Hockey League (NHL) unter Vertrag steht. Zuvor war der linken Flügelstürmer bereits drei Jahre bei den Winnipeg Jets, zwei Spielzeiten bei den Pittsburgh Penguins sowie vier Jahre bei den Seattle Kraken aktiv. Sein älterer Bruder Christopher Tanev ist ebenfalls professioneller Eishockeyspieler.

## Karriere

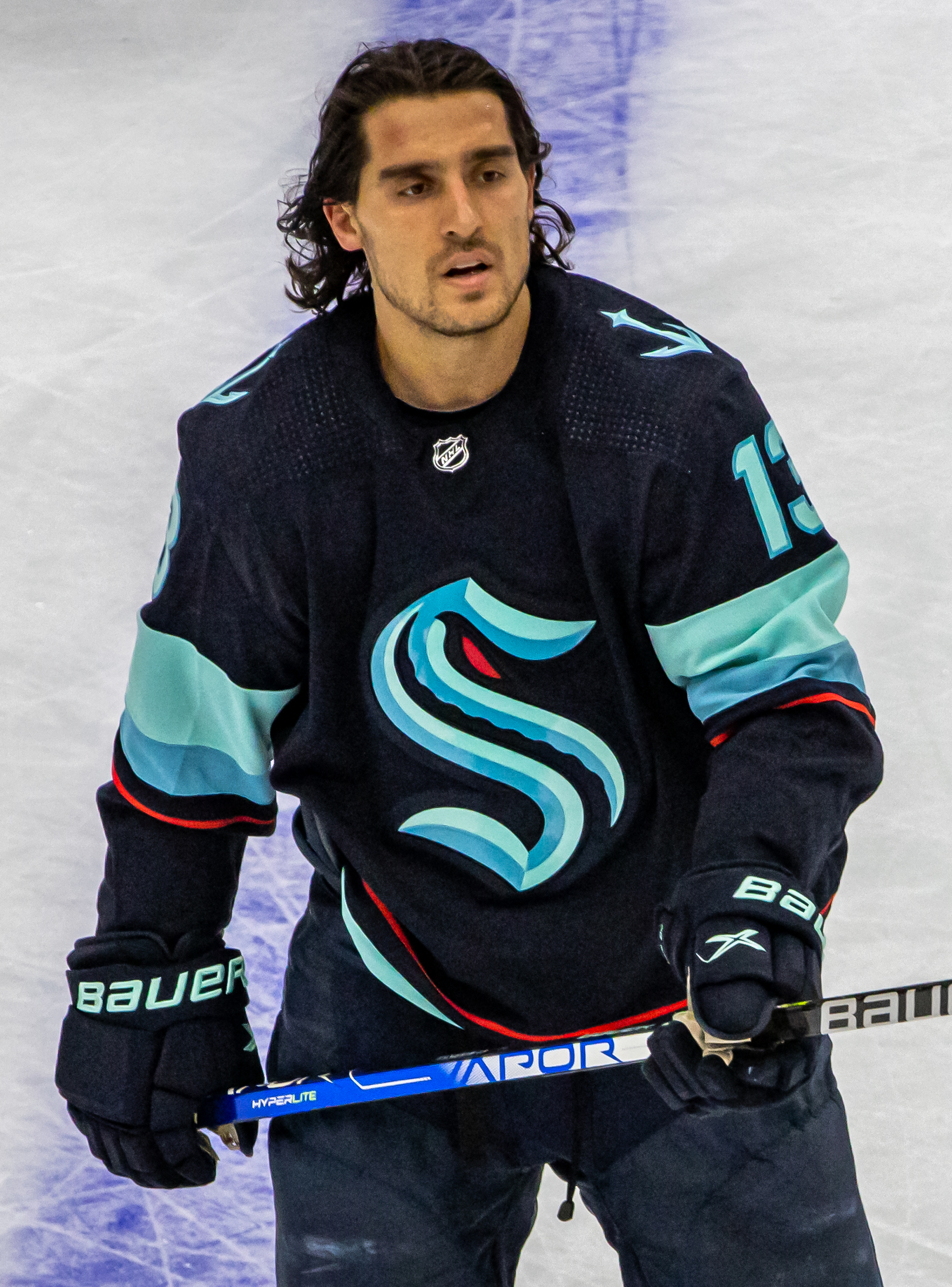
Tanev im Trikot der Seattle Kraken (2022)

Tanev spielte während seiner Juniorenzeit zwischen 2010 und 2012 sowohl für die Markham Waxers in der Ontario Junior Hockey League als auch die Surrey Eagles in der British Columbia Hockey League. Ungedraftet wechselte der Flügelstürmer im Sommer 2012 ans Providence College um ein Studium zu verfolgen. Parallel spielte er dabei für das Eishockeyteam des Colleges in der Hockey East, einer Division der National Collegiate Athletic Association. Insgesamt verblieb Tanev vier Jahre am College und verhalf dem Eishockeyteam im Jahr 2015 erstmals die nationale Meisterschaft der NCAA zu erringen. Im Finalspiel gegen die Boston University erzielte er den siegbringenden Treffer.
Nach Beendigung seines Studiums wurde der Angreifer Ende März 2016 als Free Agent von den Winnipeg Jets aus der National Hockey League für den Rest der Saison sowie die folgende verpflichtet. Gegen Ende der Spielzeit kam er zu seinen drei ersten Profieinsätzen für die Jets, in denen er tor- und punktlos blieb.
In der Saison 2016/17, seiner ersten kompletten Profisaison, absolvierte Tanev 51 NHL-Einsätze, kam aber auch regelmäßig beim Farmteam der Jets, den Manitoba Moose, in der American Hockey League (AHL) zum Einsatz. Erst in der Spielzeit 2017/18 etablierte sich der Stürmer im NHL-Aufgebot der Jets und ließ in der Folge sein Talent als Defensivstürmer aufblitzen. Im Juli 2019 wechselte er als Free Agent schließlich innerhalb der Liga zu den Pittsburgh Penguins, wo er einen mit 21 Millionen US-Dollar dotierten Sechsjahresvertrag unterschrieb. Bereits nach zwei Jahren trennten sich die Penguins und Tanev, nachdem er ungeschützt in den NHL Expansion Draft 2021 gegangen und dort von den Seattle Kraken ausgewählt worden war.
Im März 2025 kehrte Tanev kurz vor der Trade Deadline zu den Winnipeg Jets zurück, die dafür ein Zweitrunden-Wahlrecht im NHL Entry Draft 2027 nach Seattle schickten. Das Engagement beschränkte sich allerdings auf lediglich 32 Einsätze, da der Stürmer im Juli desselben Jahres als Free Agent zu den Utah Mammoth wechselte.

### International
Zu seinem Debüt auf internationaler Ebene kam Tanev im Rahmen der Weltmeisterschaft 2024 in Tschechien, als er mit dem Team den vierten Platz belegte. In zehn Turniereinsätzen erzielte der Stürmer dabei insgesamt fünf Scorerpunkte, darunter vier Tore.

## Erfolge und Auszeichnungen
- 2015 NCAA-Division-I-Championship mit dem Providence College

## Karrierestatistik
Stand: Ende der Saison 2024/25

### International
Vertrat Kanada bei:
- Weltmeisterschaft 2024

(Legende zur Spielerstatistik: Sp oder GP = absolvierte Spiele; T oder G = erzielte Tore; V oder A = erzielte Assists; Pkt oder Pts = erzielte Scorerpunkte; SM oder PIM = erhaltene Strafminuten; +/− = Plus/Minus-Bilanz; PP = erzielte Überzahltore; SH = erzielte Unterzahltore; GW = erzielte Siegtore; 1 Play-downs/Relegation; Kursiv: Statistik nicht vollständig)